# Соль-Илецкий район
Соль-Илецкий райо́н — административно-территориальная единица (район) в Оренбургской области России.
В рамках организации местного самоуправления, в его границах вместе с городом Соль-Илецк выделяется единое муниципальное образование Соль-Илецкий городской округ, образованное вместо упразднённого одноимённого муниципального района.
Административный центр — город Соль-Илецк (в составе района не выделяется).

## География
Соль-Илецкий район расположен на юге Оренбургской области и граничит: на западе — с Илекским, на севере — с Оренбургским и Беляевским, на востоке — с Акбулакским районами области. На юге района проходит государственная граница России с Казахстаном.
Площадь территории — 5,2 тыс. км².

## Палеонтология
В отложениях среднего триасового периода местонахождения Букобай-5 в Соль-Илецком районе найдены ископаемые остатки двоякодышащей рыбы, получившей название Ceratodus bucobaensis. Для вида характерны крупные изящные зубные пластины длиной до 50 мм.

## История
Соль-Илецкий район образован 30 мая 1927 года. 3 апреля 1959 года к нему был присоединён Буранный район.
9 марта 2005 года в соответствии с Законом Оренбургской области № 1913/350-III-ОЗ в составе муниципального образования Соль-Илецкий район образованы 1 городское и 21 сельское поселение (21 сельсовет).
1 января 2016 года в соответствии с Законом Оренбургской области от 6 марта 2015 года № 3028/833-V-ОЗ муниципальное образование Соль-Илецкий район и все входящие в него городское и сельские поселения преобразованы путём объединения в муниципальное образование Соль-Илецкий городской округ.
Соль-Илецкий район как административно-территориальная единица сохраняет свой статус.

## Население
Район (сельское население)
| 2002    | 2003    | 2004    | 2009    | 2010    | 2012    | 2013    | 2014    | 2015    |
| ------- | ------- | ------- | ------- | ------- | ------- | ------- | ------- | ------- |
| 28 425  | ↘28 400 | ↘27 900 | ↗30 203 | ↘25 424 | ↘24 881 | ↘24 669 | ↗24 790 | ↘24 696 |
| 2016    | 2017    | 2018    | 2019    | 2020    | 2021    |         |         |         |
| ↘24 489 | ↘24 337 | ↘24 205 | ↘23 985 | ↘23 551 | ↘23 078 |         |         |         |

### Национальный состав (с городомСоль-Илецк)
| Народ                          | Численность чел.(%) |
| ------------------------------ | ------------------- |
| русские                        | 29 604 (56, 39 %)   |
| казахи                         | 13 618 (25, 94 %)   |
| татары                         | 4 780 (9, 10 %)     |
| украинцы                       | 1 727 (3, 28 %)     |
| немцы                          | 700 (1, 33 %)       |
| прочие                         | 2 066 (3, 93 %)     |
| всего указавших национальность | 52 495 (100, 00 %)  |

## Территориальное устройство
Соль-Илецкий район включает 21 сельсовет (которые в 2006—2016 гг. составляли одноимённые муниципальные образования):
| №  | Сельсовет                  | Административный центр | Количество населённых пунктов | Население | Площадь, км2 |
| -- | -------------------------- | ---------------------- | ----------------------------- | --------- | ------------ |
| 1  | Боевогорский сельсовет     | село Боевая Гора       | 6                             | ↘1169     |              |
| 2  | Буранный сельсовет         | село Буранное          | 3                             | ↘1363     |              |
| 3  | Ветлянский сельсовет       | село Ветлянка          | 1                             | ↗982      |              |
| 4  | Григорьевский сельсовет    | село Григорьевка       | 7                             | ↘2841     |              |
| 5  | Дружбинский сельсовет      | село Дружба            | 2                             | ↘661      |              |
| 6  | Изобильный сельсовет       | село Изобильное        | 2                             | ↗1531     |              |
| 7  | Красномаякский сельсовет   | посёлок Маякское       | 5                             | ↗2727     |              |
| 8  | Кумакский сельсовет        | село Кумакское         | 1                             | ↗970      |              |
| 9  | Линёвский сельсовет        | село Линёвка           | 3                             | ↘1280     |              |
| 10 | Михайловский сельсовет     | село Михайловка        | 3                             | ↘769      |              |
| 11 | Новоилецкий сельсовет      | село Новоилецк         | 3                             | ↘813      |              |
| 12 | Первомайский сельсовет     | село Первомайское      | 3                             | ↘1178     |              |
| 13 | Перовский сельсовет        | село Перовка           | 2                             | ↗819      |              |
| 14 | Покровский сельсовет       | село Покровка          | 1                             | ↘689      |              |
| 15 | Пригородный сельсовет      | посёлок Шахтный        | 2                             | ↗1314     |              |
| 16 | Саратовский сельсовет      | село Саратовка         | 5                             | ↗1786     |              |
| 17 | Тамар-Уткульский сельсовет | село Тамар-Уткуль      | 1                             | ↗975      |              |
| 18 | Троицкий сельсовет         | село Троицк            | 2                             | ↘274      |              |
| 19 | Трудовой сельсовет         | село Трудовое          | 1                             | ↘788      |              |
| 20 | Угольный сельсовет         | село Угольное          | 3                             | ↗937      |              |
| 21 | Цвиллингский сельсовет     | посёлок Дивнополье     | 2                             | ↗830      |              |

## Населённые пункты
В состав района входят 58 сельских населённых пунктов (без г. Соль-Илецк):
| №  | Населённый пункт | Тип          | Население | Сельсовет                  |
| -- | ---------------- | ------------ | --------- | -------------------------- |
| 1  | 23 км            | разъезд      | 25        | Боевогорский сельсовет     |
| 2  | 24 км            | разъезд      | 14        | Саратовский сельсовет      |
| 3  | 25 км            | разъезд      | 46        | Угольный сельсовет         |
| 4  | 26 км            | разъезд      | 4         | Григорьевский сельсовет    |
| 5  | 27 км            | разъезд      | 0         | Григорьевский сельсовет    |
| 6  | Ащебутак         | село         | 700       | Красномаякский сельсовет   |
| 7  | Базырово         | разъезд      | 0         | Буранный сельсовет         |
| 8  | Беляевка         | село         | 180       | Михайловский сельсовет     |
| 9  | Боевая Гора      | село         | 653       | Боевогорский сельсовет     |
| 10 | Буранное         | село         | 1418      | Буранный сельсовет         |
| 11 | Ветлянка         | село         | ↗979      | Ветлянский сельсовет       |
| 12 | Возрождение      | деревня      | 207       | Григорьевский сельсовет    |
| 13 | Григорьевка      | село         | 1536      | Григорьевский сельсовет    |
| 14 | Денной           | разъезд      | 4         | Саратовский сельсовет      |
| 15 | Дивнополье       | посёлок      | 742       | Цвиллингский сельсовет     |
| 16 | Дом Инвалидов    | посёлок      | 573       | Пригородный сельсовет      |
| 17 | Дружба           | село         | 710       | Дружбинский сельсовет      |
| 18 | Егинсай          | село         | 300       | Первомайский сельсовет     |
| 19 | Елшанка          | село         | 526       | Красномаякский сельсовет   |
| 20 | Запальное        | хутор        | 4         | Буранный сельсовет         |
| 21 | Землянский       | посёлок      | 109       | Цвиллингский сельсовет     |
| 22 | Ивановка         | село         | 48        | Троицкий сельсовет         |
| 23 | Изобильное       | село         | 1283      | Изобильный сельсовет       |
| 24 | Илецк Второй     | ж.д. станция | 106       | Саратовский сельсовет      |
| 25 | Каблово          | хутор        | 37        | Линёвский сельсовет        |
| 26 | Казанка          | посёлок      | 356       | Григорьевский сельсовет    |
| 27 | Кирпичный Завод  | посёлок      | 543       | Саратовский сельсовет      |
| 28 | Корольки         | хутор        | 7         | Боевогорский сельсовет     |
| 29 | Крутые Горки     | посёлок      | 25        | Новоилецкий сельсовет      |
| 30 | Кумакское        | село         | ↗968      | Кумакский сельсовет        |
| 31 | Линёвка          | село         | 1307      | Линёвский сельсовет        |
| 32 | Малопрудное      | посёлок      | 457       | Красномаякский сельсовет   |
| 33 | Маякское         | посёлок      | 1032      | Красномаякский сельсовет   |
| 34 | Маячная          | ж.д. станция | 432       | Боевогорский сельсовет     |
| 35 | Мещеряковка      | село         | 352       | Перовский сельсовет        |
| 36 | Михайловка       | село         | 498       | Михайловский сельсовет     |
| 37 | Новоилецк        | село         | 862       | Новоилецкий сельсовет      |
| 38 | Первомайское     | село         | 917       | Первомайский сельсовет     |
| 39 | Перовка          | село         | 450       | Перовский сельсовет        |
| 40 | Покровка         | село         | ↘697      | Покровский сельсовет       |
| 41 | Ракитное         | посёлок      | 14        | Красномаякский сельсовет   |
| 42 | Розенберг        | разъезд      | 0         | Дружбинский сельсовет      |
| 43 | Роте Фане        | хутор        | 60        | Боевогорский сельсовет     |
| 44 | Саратовка        | село         | 1078      | Саратовский сельсовет      |
| 45 | Смирновка        | село         | 187       | Михайловский сельсовет     |
| 46 | Сухоречка        | село         | 85        | Угольный сельсовет         |
| 47 | Талды-Кудук      | аул          | 46        | Первомайский сельсовет     |
| 48 | Тамар-Уткуль     | село         | ↗957      | Тамар-Уткульский сельсовет |
| 49 | Тираж            | разъезд      | 0         | Новоилецкий сельсовет      |
| 50 | Троицк           | село         | 256       | Троицкий сельсовет         |
| 51 | Трудовое         | село         | ↗795      | Трудовой сельсовет         |
| 52 | Угольное         | село         | 807       | Угольный сельсовет         |
| 53 | Уютный           | разъезд      | 66        | Линёвский сельсовет        |
| 54 | Цвиллинга        | ж.д. станция | 278       | Изобильный сельсовет       |
| 55 | Чашкан           | ж.д. станция | 168       | Григорьевский сельсовет    |
| 56 | Чашкан           | посёлок      | 633       | Григорьевский сельсовет    |
| 57 | Чкаловский       | хутор        | 44        | Боевогорский сельсовет     |
| 58 | Шахтный          | посёлок      | 771       | Пригородный сельсовет      |

Упраздненные населенные пункты
22 августа 2001 года был упразднен поселок Малая Хобда.

## Экономика
Главное минеральное богатство района — большие залежи поваренной соли. Самое крупное разрабатываемое месторождение — Илецкое. Также имеются резервные месторождения.

## Достопримечательности
- Урочище Святой камень — территория, на которой разбросаны глыбы кварцевых песчаников высотой до 2,5 метров.